# Seester
Seester est une commune allemande du Schleswig-Holstein, située dans l'arrondissement de Pinneberg (Kreis Pinneberg), à six kilomètres au sud-ouest de la ville d'Elmshorn. Seester fait partie de l'Amt Elmshorn-Land (« Elmshorn-campagne ») qui regroupe sept communes autour d'Elmshorn.